# 湖滨中路站

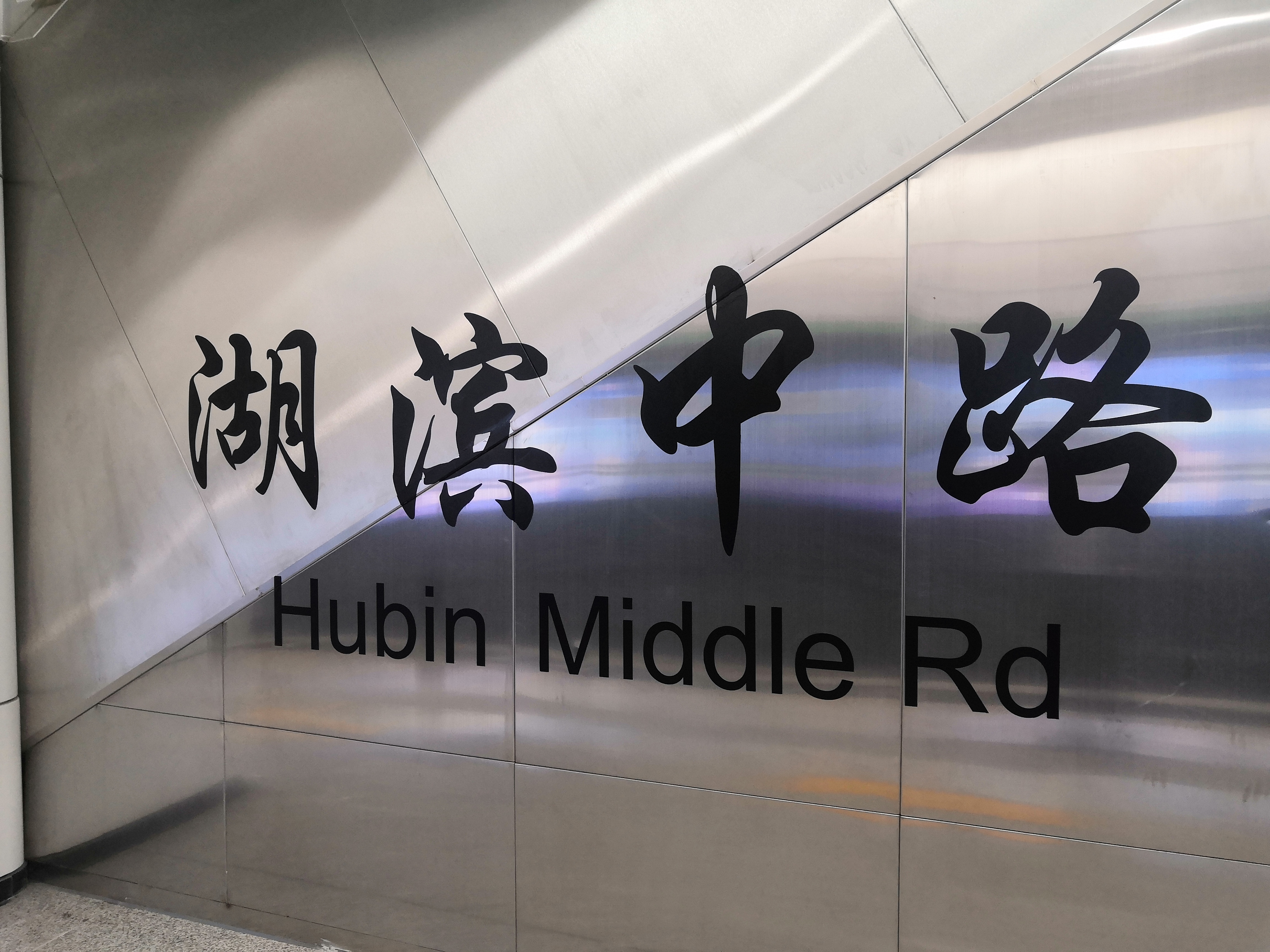
湖滨中路站站牌

湖滨中路站（廈門話：/ɔ˧˧ pin˧˧ tiɔŋ˧˧ lɔ˧˧/）位于中华人民共和国福建省厦门市思明区湖滨北路与湖滨中路交叉口地下，是厦门轨道交通2号线的地铁车站，于2019年12月25日开通运营。